# Halitrephes maasi
Halitrephes maasi is een hydroïdpoliep uit de familie Halicreatidae. De poliep komt uit het geslacht Halitrephes. Halitrephes maasi werd in 1909 voor het eerst wetenschappelijk beschreven door Bigelow. De soort kan onder andere gevonden worden op een diepte van ruim een kilometer nabij Baja California in Mexico.